# República Socialista Checa
La República Socialista Checa (checo: Česká socialistická republika, ČSR) fue uno de los dos repúblicas federadas constituyentes que conformaron a la antigua Checoslovaquia, entre 1969 y 1992. Es el antecesor directo de la actual República Checa. 
Según la Ley Constitucional de la Federación, un ciudadano de cada una de las dos repúblicas era también ciudadano de la República Socialista Checoslovaca y un ciudadano de una república tenía los mismos derechos y obligaciones en el territorio de la otra república que un ciudadano de esa república. La capital de la República Socialista Checa era Praga.

## Historia
Tras la ocupación soviética de 1968, las reformas emprendidas por el gobierno de Alexander Dubcek fueron suprimidas, excepto la de convertir a la República Socialista de Checoslovaquia en un Estado federal. El país fue dividido en dos repúblicas: la República Socialista Checa y la República Socialista Eslovaca por la Ley Constitucional de la Federación, aprobada el 28 de octubre de 1968 y que entró en vigor el 1 de enero de 1969.
Fueron creados nuevos parlamentos nacionales, el Consejo Nacional Checo y el Consejo Nacional Eslovaco, mientras el parlamento nacional fue renombrado Asamblea Federal y fue dividido en dos cámaras: la Cámara del Pueblo y la Cámara de las Naciones. Fue aprobado así mismo un complejo sistema electoral para su elección.
Tras la llamada Revolución de Terciopelo de 1989, el país se reformó dando origen a la República Federal Checa y Eslovaca, eliminando la denominación «socialista» de su nombre. Lo mismo ocurrió con los dos estados constituyentes. Así, en 1990, la República Socialista Checa se redenominó República Checa, aunque aún dentro de Checoslovaquia, y adoptó sus propios símbolos nacionales. El complejo sistema electoral (donde de facto había 5 órganos diferentes, cada uno de ellos con derecho de veto) se mantuvo, complicando y retrasando las decisiones políticas durante la transición a la economía de mercado.
En 1993, debido a la disolución de Checoslovaquia, la República Checa se convirtió en un Estado independiente.

## Jefes de gobierno
| # |  | Primer ministro | Fecha de inicio          | Fecha de fin             | Partido            |
| - |  | --------------- | ------------------------ | ------------------------ | ------------------ |
| 1 |  | Stanislav Rázl  | 8 de enero de 1969       | 29 de septiembre de 1969 | Comunista          |
| 2 |  | Josef Kempný    | 29 de septiembre de 1969 | 28 de enero de 1970      | Comunista          |
| 3 |  | Josef Korčák    | 28 de enero de 1970      | 20 de marzo de 1987      | Comunista          |
| 4 |  | Ladislav Adamec | 20 de marzo de 1987      | 12 de octubre de 1988    | Comunista          |
| 5 |  | František Pitra | 12 de octubre de 1988    | 6 de febrero de 1990     | Comunista          |
| 6 |  | Petr Pithart    | 6 de febrero de 1990     | 2 de julio de 1992       | Foro Cívico        |
| 7 |  | Václav Klaus    | 2 de julio de 1992       | 31 de diciembre de 1992  | Democrático Cívico |